# Mark Osegueda

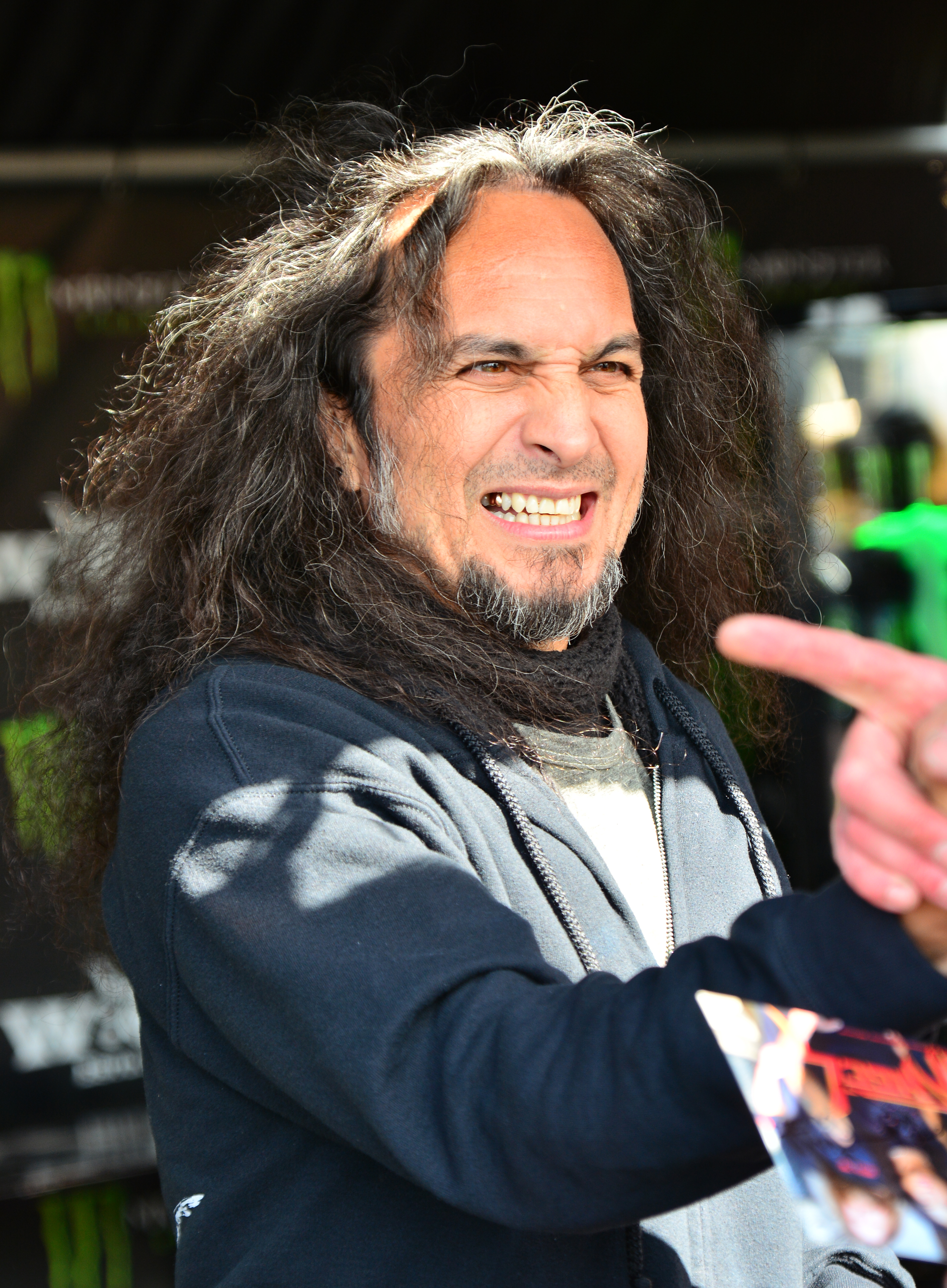
Mark Osegueda (2015)

Mark Osegueda (* 9. Februar 1969 in San Francisco) ist ein US-amerikanischer Thrash-Metal-Sänger. Er ist Sänger der Band Death Angel und des Soloprojekts des ehemaligen Slayer-Gitarristen Kerry King.

## Werdegang
Mark Osegueda ist der Sohn eines Salvadorianers und einer Filipina. Er wuchs in der Kleinstadt Pacifica auf, bevor er im Alter von neun Jahren mit seinen Eltern nach Concord umzog, wo er die High School abschloss. Nachdem er Anfang der 1990er Jahre kurz in New York City lebte, wohnt er mittlerweile in Richmond im Osten der San Francisco Bay Area.
Anfang der 1980er Jahre arbeitete Osegueda als Roadie für die Band Death Angel, zu deren Mitgliedern er ein Cousin zweiten Grades ist. Im Jahre 1984 wurde Osegueda schließlich Sänger der Band, so dass sich der bisherige Sänger Dennis Pepa auf sein Instrument, den Bass konzentrieren konnte. Death Angel veröffentlichten drei Studioalben, bevor sich die Band im Jahre 1991 auflöste. Zuvor war die Band in Arizona in einem Unfall mit ihrem Tourbus verwickelt, bei dem sich der Schlagzeuger Andy Galeon schwer verletzte. Die restlichen Mitglieder gründeten daraufhin ohne Osegueda die Band The Organization, während Osegueda sich 1992 um den frei gewordenen Sängerposten bei der Band Anthrax bewarb.
Zusammen mit den ehemaligen Death-Angel-Musikern Rob Cavestany und Andy Galeon gründete Osegueda die Band Swarm, die 2004 ihr einziges Album Beyond the End veröffentlichten, bevor sich die Band auflöste. Zuvor kam es im Jahre 2001 zur Wiedervereinigung von Death Angel, die seitdem sechs weitere Studioalben veröffentlichten. Zusammen mit Rob Cavestany ist Mark Osegueda das einzige Bandmitglied, das auf allen Studioalben der Band zu hören ist. Außer zu Death Angel gehört Mark Osegueda neben dem Gitarristen Phil Demmel, dem Bassisten Kyle Sanders und dem Schlagzeuger Paul Bostaph zur Liveband des ehemaligen Slayer-Gitarristen Kerry King. Dessen Debütalbum From Hell I Rise erschien am 17. Mai 2024.

## Diskografie
| Death Angel | Kerry King - 2024: From Hell I Rise | Swarm - 2004: Beyond the End |

als Gastsänger
- 1990: Forbidden: Out of Body (Out of Mind) und R.I.P. auf dem Album Twisted into Form
- 2005: Destruction: The Alliance of Hellhoundz auf dem Album Inventor of Evil
- 2007: Nuclear Blast Allstars: My Name Is Fate auf dem Album Out of the Dark
- 2015: Metal Allegiance: Scars und Pledge of Allegiance auf dem Album Metal Allegiance
- 2016: Metal Allegiance: Suffragette City auf der EP Fallen Heroes
- 2018: Metal Allegiance: Impulse Control und Power Drunk Majesty (Part 1) auf dem Album Volume 2: Power Drunk Majesty